# Horwich
Horwich is een stad en civil parish in het bestuurlijke gebied Bolton, in het Engelse graafschap Greater Manchester met 20.067 inwoners.
In Horwich staat het Reebok Stadium, sinds 1997 de thuishaven van voetbalclub Bolton Wanderers F.C..